# Фролово (Конаковський район)
Фролово (рос. Фролово) — присілок в Конаковському районі Тверської області Російської Федерації.
Населення становить 17 осіб. Входить до складу муніципального утворення Дмитровогорське сільське поселення.

## Історія
Від 2005 року входить до складу муніципального утворення Дмитровогорське сільське поселення.

## Населення
| 2002 | 2010 |
| ---- | ---- |
| 11   | ↗17  |